# Pływanie na Letniej Uniwersjadzie 2011 - 10 kilometrów mężczyzn
Wyścig na 10 kilometrów mężczyzn na Letniej Uniwersjadzie 2011 została przeprowadzony 13 sierpnia 2011 roku. Do rywalizacji przystąpiło 18 zawodników z 13 reprezentacji.

## Wyniki[1]
| Legenda | Legenda                           | Legenda | Legenda                  | Legenda | Legenda         | Legenda | Legenda                                               |
| ------- | --------------------------------- | ------- | ------------------------ | ------- | --------------- | ------- | ----------------------------------------------------- |
| DNF     | Zawodnik nie ukończył rywalizacji | DNS     | Zawodnik nie wystartował | DSQ     | Dyskwalifikacja | OTL     | Zawodnik nie ukończył rywalizacji w określonym czasie |

Finał
| Poz. | Zawodnik                   | Reprezentacja     | Czas       |
| ---- | -------------------------- | ----------------- | ---------- |
|      | Simone Ruffini             | Włochy            | 1:58:00.74 |
|      | Kiriłł Abrosimow           | Rosja             | 2:00:03.35 |
|      | Yasunari Hirai             | Japonia           | 2:00:05.54 |
| 4    | Daniil Serebrennikow       | Rosja             | 2:00:06.80 |
| 5    | Christian Martin Reichert  | Niemcy            | 2:00:10.61 |
| 6    | Hector Ruiz Perez          | Hiszpania         | 2:00:22.90 |
| 7    | Connor Signorin            | Stany Zjednoczone | 2:00:26.64 |
| 8    | Charlie Cuignet            | Francja           | 2:01:11.83 |
| 9    | Victor Colonese            | Brazylia          | 2:01:28.71 |
| 10   | Francois Xavier Desharnais | Kanada            | 2:03:31.10 |
| 11   | Jan Posmourny              | Czechy            | 2:03:56.11 |
| 12   | Aimeson King               | Kanada            | 2:04:31.28 |
| 13   | Samuel Sheppard            | Australia         | 2:04:59.67 |
| 14   | Ryan Feeley                | Stany Zjednoczone | 2:05:02.28 |
| 15   | Mattia Alberico            | Włochy            | 2:05:28.77 |
| 16   | Jonathan Pullon            | Nowa Zelandia     | 2:10:46.71 |
| 17   | Xue Feng                   | Chiny             | 2:20:38.33 |
|      | Bai Lu                     | Chiny             | OTL        |